# Дерринджер, Пол
Сэмюэл Пол Дерринджер (англ. Samuel Paul Derringer; 17 октября 1906, Спрингфилд, Кентукки — 17 ноября 1987, Сарасота, Флорида) — американский бейсболист, питчер. Выступал в Главной лиге бейсбола с 1931 по 1945 год. Победитель Мировой серии 1931 года в составе клуба «Сент-Луис Кардиналс» и Мировой серии 1940 года с «Цинциннати Редс». Шестикратный участник Матча всех звёзд лиги. Член клубного Зала славы «Редс».

## Биография
Сэмюэл Пол Дерринджер родился 17 октября 1906 года в Спрингфилде в штате Кентукки. Его отец Сэмюэл-старший, имевший немецкие корни, выращивал табак и занимался бизнесом. Он играл в бейсбол на полупрофессиональном уровне. Младший Дерринджер во время учёбы в школе был кэтчером бейсбольной команды, играл в баскетбол и американский футбол.
Профессиональную спортивную карьеру он начал в 1927 году в составе клуба из Данвилла. За него Дерринджер выступал два сезона, затем столько же он провёл в «Рочестер Ред Уингз». Весной 1931 года он получил приглашение на сборы клуба «Сент-Луис Кардиналс» и выиграл борьбу за место в составе, вытеснив из него Диззи Дина. В своём дебютном сезоне Дерринджер одержал восемнадцать побед при восьми поражениях с пропускаемостью 3,36. Кардиналс выиграли чемпионат Национальной лиги и вышли в Мировую серию, где обыграли «Филадельфию Атлетикс». В играх финала он провёл на поле 12 2/3 иннингов и потерпел два поражения.
В 1932 году эффективность игры Дерринджера снизилась. В регулярном чемпионате он выиграл одиннадцать матчей при четырнадцати поражениях с пропускаемостью 4,05. У него возник конфликт с руководством клуба и в мае 1933 года «Кардиналс» обменяли Дерринджера в «Цинциннати Редс». В играх за обе команды он одержал семь побед при двадцати семи поражениях, хотя его показатель пропускаемости составлял всего 3,30, ниже среднего по лиге. Вспыльчивый Дерринджер очень болезненно воспринял эту серию поражений, причина которых часто крылась в низкой результативности бьющих. В 1934 году его личная статистика была лучше — пятнадцать побед на двадцать одно поражение с пропускаемостью 3,59. 
В последующие шесть сезонов «Редс» постепенно прогрессировали, а Дерринджер вошёл в число ведущих питчеров Национальной лиги. В 1939 году команда выиграла Национальную лигу, а в Мировой серии уступила «Нью-Йорк Янкис». В 1940 году «Цинциннати» снова вышли в финал, где победили «Детройт Тайгерс». Дерринджер одержал победу в решающей седьмой игре серии. В этот период у него неоднократно возникали проблемы из-за агрессивного характера. В июне 1936 года в отеле в Филадельфии он избил юриста Роберта Кондона и выплатил штраф в размере 8 тысяч долларов, но сумел избежать ареста. В 1939 году во время матча между «Редс» и «Кардиналс» он подрался с Диззи Дином, отношения с которым у Дерринджера не ладились с момента их знакомства.
В «Цинциннати» Дерринджер играл до конца сезона 1942 года. В последующее межсезонье его обменяли в «Чикаго Кабс», где он провёл последние три сезона профессиональной карьеры. В 1945 году команда вышла в Мировую серию, где проиграла «Детройту». Уйдя из Главной лиги бейсбола, он завершил карьеру в 1946 году в составе «Индианаполис Индианс» из Международной лиги.
Закончив выступления, Дерринджер поселился в Иллинойсе, занимался аптечным бизнесом в Вест-Франкфорте. Позднее он занимался продажей пластмассовых изделий, работал в Американской автомобильной ассоциации. Он трижды был женат, во втором браке у него родилась дочь. В 1958 году его избрали в Зал славы «Цинциннати Редс».
Пол Дерринджер скончался 17 ноября 1987 года в Сарасоте в штате Флорида. Ему был 81 год.